# Amy Rutberg
Amy Lauren Ruth Rutberg (Los Angeles, 11 november 1981) is een Amerikaanse actrice.

## Biografie
Rutberg doorliep de high school aan de Citrus College in Glendora (Californië), en op veertienjarige leeftijd stapte zij over naar de Universiteit van Californië - Los Angeles waar zij in 2004 afstudeerde in sociologie. Op zeventienjarige leeftijd besloot zij haar carrière te starten in het acteren en nam een agent aan. Rutberg is in 2011 getrouwd en heeft uit dit huwelijk een kind.
Rutberg begon in 1997 met acteren in de televisieserie Pacific Blue, waarna zij nog meerdere rollen speelde in televisieseries en films.

## Filmografie

### Films
Uitgezonderd korte films.
- 2018 Get Christie Love - als Danielle
- 2018 Accommodations - als Claudia
- 2018 Beerfest: Thirst for Victory - als Angie
- 2017 Rebel in the Rye - als Betsy Hopkins
- 2016 Hard Sell - als Vet Susan
- 2014 The Opposite Sex - als Regina
- 2013 Murder in Manhattan - als Mary Barket
- 2013 The Mansion - als Nell
- 2008 Recount - als aanzetster Clark Center

### Televisieseries
Uitgezonderd eenmalige gastrollen.
- 2018-2019 NCIS: New Orleans - als The Angel - 6 afl.
- 2018-2019 The Late Show with Stephen Colbert - als diverse karakters - 7 afl.
- 2015-2018 Daredevil - als Marci Stahl - 11 afl.
- 2018 Pinkalicious & Peterrific - als dr. Wink - 2 afl.
- 2015 Karl Manhair, Postal Inspector - als Amy / Delores Laramie - 4 afl.
- 2009 Jake and Amir - als Amanda - 3 afl.

### Computerspellen
- 2011 Saints Row: The Third - als radiostem